# Mathematisch-Technischer Assistent
Mathematisch-Technischer Assistent (kurz MaTA, MA oder MTA; auch: mathematisch-technischer Softwareentwickler) ist die Berufsbezeichnung eines anerkannten Ausbildungsberufs nach dem Berufsbildungsgesetz in Deutschland, der seit Mitte der 1960er Jahre existiert. Es handelt sich um den ersten nichtakademischen Ausbildungsberuf in der Datenverarbeitung. Die erste Prüfungsordnung wurde 1965 von der Industrie- und Handelskammer der Pfalz in Ludwigshafen am Rhein erlassen. Zu den ursprünglichen Aufgaben des Berufs gehörte es, Wissenschaftlern bei der Implementierung der von ihnen entwickelten Algorithmen auf den damaligen Großrechnern zu helfen. Das Berufsbild hat sich seither grundlegend gewandelt, da heute Einzelplatzrechner einschließlich Standardsoftware (z. B. für statistische Auswertungen) zur Verfügung stehen, die von den Wissenschaftlern selbst bedient werden können. Im Öffentlichen Dienst qualifiziert die Ausbildung zu einer Tätigkeit im Gehobenen Dienst, da man von der Vergleichbarkeit mit einer abgeschlossenen einschlägigen Fachhochschulausbildung ausgeht.
Es gibt verschiedene offizielle Berufsbezeichnungen:
- Staatlich geprüfte(r) Mathematisch-Technische(r) Assistent(in)
- Mathematisch-Technische(r) Assistent(in)/Informatik (IHK)

Ab dem 1. August 2007 wurde der Mathematisch-technische Assistent im Bereich der dualen Berufsausbildung durch den bundeseinheitlich geordneten Ausbildungsberuf Mathematisch-technischer Softwareentwickler (MATSE) ersetzt. Im Bereich der vollschulischen Assistentenausbildung existiert dagegen weiterhin der Ausbildungsberuf des Mathematisch-technischen Assistenten mit einem vergleichsweise höheren Anteil betriebswirtschaftlicher Ausbildungsinhalte.

## Berufsbild
Da es deutschlandweit unterschiedliche Ausbildungs- und Prüfungsbedingungen für Mathematisch-Technische Assistenten gibt, ist eine exakte Definition des Berufes schwer möglich. Zudem werden Mathematisch-Technische Assistenten in sehr unterschiedlichen Arbeitsgebieten eingesetzt, die sich zum Teil deutlich von den durch die Ausbildung vorgegebenen Berufsinhalten unterscheiden.
Ursprünglich war die Hauptaufgabe der MaTAs die Anwendung von mathematischen Verfahren zur Lösung von Problemen aus Wissenschaft, Technik und Wirtschaft. Hierzu analysierten sie Datenverarbeitungsprozesse und entwarfen und implementierten (auch auf Großrechnern) Computerprogramme und Datenbanksysteme.
Mit der Entwicklung der Informationstechnik haben sich auch die Aufgabengebiete ausgeweitet, sie umfassen heute:
- Installation, Konfiguration und Wartung von Programmen, Rechnersystemen und Netzwerken
- Analyse von Problemstellungen aus unterschiedlichsten Anforderungsbereichen, Entwicklung und Umsetzung von Lösungen mit Hilfe von EDV
- Entwicklung, Änderung und Anpassung von Programmen, Datenbanken sowie Intra- und Internetanwendungen
- Schulung und Betreuung von Kunden und/oder Mitarbeitern im Bereich der Anwendersoftware

Somit ergeben sich Einsatzmöglichkeiten in allen Bereichen der Datenverarbeitung. Mathematisch-Technische Assistenten findet man daher häufig in Wirtschaftszweigen, die sich mit der Entwicklung von Software beschäftigen oder deren Produkte stark auf Software basieren (zum Beispiel Mobilfunkindustrie). Weiterhin finden sie sich in allen größeren Betrieben oder Firmen, welche eine eigene größere, auch intern entwickelte EDV-Infrastruktur haben, wie zum Beispiel Banken, Versicherungen, Forschungseinrichtungen und Hochschulinstitute.

## Die Ausbildung
Die Voraussetzungen zur Zulassung zur Ausbildung sind je nach Ausbildungsort bzw. Prüfungseinrichtung unterschiedlich; vielerorts ist nur die mittlere Reife (Realschulabschluss) erforderlich, während anderenorts eine erfolgreiche Hochschulreife (Abitur) gefordert wird. Zumeist wird in Eignungstests zusätzlich die mathematische und technische Begabung bzw. das Vorwissen abgefragt.
Schwerpunkte der (theoretischen) Ausbildung sind:
- Programmierung und Softwareentwicklung
- Algorithmen und Datenstrukturen
- Anwendersoftware, Datenbanken und Netzwerke
- Mathematik (Analysis, lineare Algebra, Numerik, Statistik und Stochastik)

Der Umfang des mathematischen Ausbildungsteils schwankt je nach Ausbildungseinrichtung. Zusätzlich werden teils noch mit unterschiedlichem Schwerpunkt betriebswirtschaftliche oder digitaltechnische Inhalte in der Ausbildung vermittelt.